# Katagelasticizem
Katagelasticizem (gr. katagelao = smejanje drugemu) je psihološki termin, ki je definiran kot veselje ob smejanju drugemu. Poleg gelotofilije in gelotofobije predstavlja eno izmed treh razsežnosti odnosa do šaljivosti in posmeha. Visoko izražen katagelasticizem nakazuje užitek in razvedrilo ob smejanju in šaljivosti na račun drugih. Katagelasticisti pri tem nimajo občutka krivde in menijo, da je smejanje na račun sebe in drugih del življenja ter da bi se žrtve morale nazaj braniti, če jim to ni všeč. Ločimo aktivne katagelasticiste, ki so pobudniki posmeha, in pasivne katagelasticiste, ki se smejejo drugim samo, kadar se smejejo tudi vsi ostali.

### Raziskave
Izraženost katagelasticizma, gelotofilije in gelotofobije merimo z vprašalnikom PhoPhiKat-45. Proyer et. al. (2013) so raziskovali katagelasticizem v povezavi z medvrstniškim nasiljem. Katagelasticizem je najbolj izražen pri nasilnih mladostnikih in je negativno povezan z vlogo žrtve medvrstniškega nasilja. Ločeno po spolu je katagelasticizem bolj izražen pri moških. Večja izraženost katagelasticizma je tudi pozitivno povezana z večjo izraženostjo gelotofilije, saj so gelotofilisti vedrejši judje in posmeha ne razumejo v negativnem pomenu.
Avtorici Inrea Samson in Yonni Meyer sta preučevali povezavo med katagelasticizmom in agresivnimi ter neagresivnimi risankami. Ugotovili sta, da so bile posameznikom z večjo izraženostjo katagelasticizma bolj smešne agresivne zabavne risanke in so te zaznavali kot manj grozne. Ločeno po spolu so ženske ocenile agresivne in neagresivne risanke kot manj smešne kot moški.